# △ (High Speed Boyzの曲)
「△」（さんかく）はHigh Speed Boyzの楽曲。ビクターエンターテイメントから2010年5月26日に配信限定でリリースされた。また、これが初の配信限定曲となる。
後に、アルバム『are u docono Softpunk!?』に初CD化で収録されている。

## タイアップ
- 映画『リアル鬼ごっこ2』主題歌

## 曲の詳細
1. △ [4:51]
  - 作詞・作曲 : High Speed Boyz